# Olívio Jekupé
Olívio Zeferino da SIlva (Novo Itacolomi, Paraná, 10 de outubro de 1965), mais conhecido como Olívio Jekupé, é um escritor do povo Guarani, autor de diversas obras de literatura nativa. Seus livros partem da tradição oral, transcrevendo histórias de seu povo.
Três de seus livros, Ajuda do Saci - Kamba´i, A mulher que virou Urutau e O presente de Jaxy Jatere, foram publicados em edições bilíngues, com texto em português e guarani.

## Biografia
Olívio Jekupé é filho de Donira da Silva e Olavio da Silva, com quem viveu os primeiros anos de vida em uma fazenda de chamada "Trezentos Alqueires". Jekupé começou a escrever em 1984, sendo sua primeira obra lançada sob o título de Leópolis Inesquecível (1993). Em 1988, ingressou no curso de filosofia na Pontifícia Universidade Católica do Paraná, vendendo artesanato para custear seus estudos. Mudou-se mais tarde para São Paulo, onde retomou os estudos na Universidade de São Paulo, mas não teve a oportunidade de concluí-los. Foi uma das lideranças envolvida na construção do Centro de Educação e Cultura Indígena (CECI), com foco na educação infantil. Atuou como professor de ensino fundamental, além de ser palestrante  a respeito das causas indígenas e fazer parte do Núcleo dos Escritores e Artistas Indígenas (Nearin) e da Associação Guarani Nae’en Porã.

É pai de cinco filhos, entre os quais o cantor de rap guarani Kunumi MC.

## Obras
- 2002 - Xerekó Arandu, a morte de Kretã - Ed. Peirópolis[6]
- 2002 - Iarandu, o cão falante - Ed. Peirópolis
- 2002 - Arandu ymanguaré (sabedoria antiga) - Ed. Evoluir
- 2003 - Verá - O contador de histórias - Ed. Peirópolis
- 2006 - Ajuda do Saci - Kamba´i - Ed. DCL
- 2011 - A mulher que virou Urutau, com Maria Paulina Kerexu -  Ed. Panda Books[7]
- 2011 - Tekoa - Conhecendo uma aldeia indígena - Ed. Global[8]
- 2013 - As queixadas e outros contos guaranis (organização)[9] - Ed. FTD
- 2014 - Tupã mirim - O pequeno guerreiro - Ed. LeYa
- 2015 - 500 anos de angústia - Ed. Scortecci
- 2017 - O presente de Jaxy Jatere - Ed. Panda Books
- 2018 - Escritos indígenas: uma antologia, com outros autores - Cintra Editora
- 2020 - Literatura nativa em família, com outros autores - Cintra Editora
- 2021 - O Saci verdadeiro - Ed. Panda Books
- 2023 - Conversa de fim de tarde - Ed. Ciranda na Escola[10]
- 2023 - A história de Piragui - Ed. Ciranda na Escola

### Não ficção
- 2009 - Literatura escrita pelos povos indígenas - Ed. Scortecci[11]
- 2020 - A invasão - Ed. Urutau [12]
- 2021 - Kunumi MC - O guerreiro da Copa e suas músicas, com Wera Jeguaka Mirim e Kunumi MC - Cintra Editora